# しらんたかし
しらんたかしは、日本の漫画家。男性。愛知県出身。主に成人向け作品を描いている。
登場人物の名前は、中部地方のインターチェンジからの由来であることが多い。

## 作品リスト
- 『おねちゅ❤』 2006年7月7日発売[2]、ティーアイネット（MUJIN COMICS）、ISBN 978-4-88774-189-8
- 『こいのり❤』 2008年1月4日発売[3]、ティーアイネット（MUJIN COMICS）、ISBN 978-4-88774-249-9
- 『好感あそ〜と』 2008年11月29日発売[4]、ワニマガジン（ワニマガジンコミックススペシャル）、ISBN 978-4-86269-070-8
- 『少女性徴期』 2009年7月10日発売[5]、ティーアイネット（MUJIN COMICS）、ISBN 978-4-88774-312-0
- 『隣のあの娘をプロデュース』 2010年8月27日発売[6]、少年画報社（YCコミックス）、ISBN 978-4-7859-3454-5
- 『仔づくりゴッコ』 2010年12月10日発売[7]、ティーアイネット（MUJIN COMICS）、ISBN 978-4-88774-376-2
- 『興味アリ』 2011年12月2日発売[8]、ティーアイネット（MUJIN COMICS）、ISBN 978-4-88774-416-5